# Sericania kompira
Sericania kompira är en skalbaggsart som beskrevs av Miyake och Paulo Takeo Sano 1996. Sericania kompira ingår i släktet Sericania och familjen Melolonthidae. Inga underarter finns listade i Catalogue of Life.